# 2025년 동계 아시안 게임 아랍에미리트 선수단
2025년 동계 아시안 게임 아랍에미리트 선수단은 2025년 2월 7일부터 14일까지 중화인민공화국 하얼빈에서 열리는 2025년 동계 아시안 게임에 참가중인 아랍에미리트 선수단이다.

## 선수단
아래 표는 종목별, 성별 아랍에미리트 대표단 선수 수이다.
| 종목       | 남자 | 여자 | 합계 |
| ---------- | ---- | ---- | ---- |
| 스노보드   | 1    | 0    | 1    |
| 알파인스키 | 4    | 1    | 5    |
| 프리스타일 | 2    | 0    | 2    |
| 합계       | 7    | 2    | 9    |